# Zespół Społecznych Szkół Ogólnokształcących Bednarska

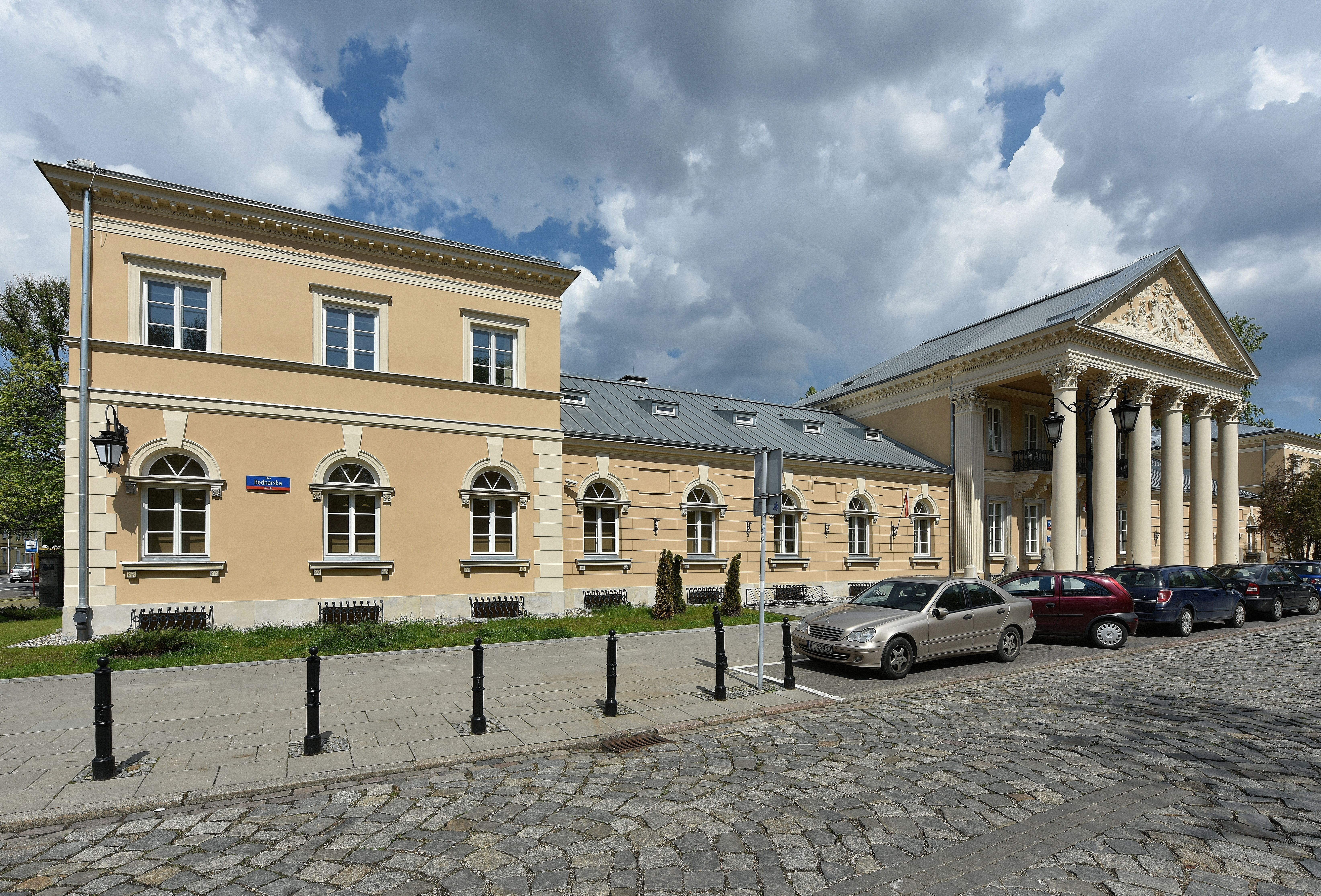
Budynek łazienek Teodozji Majewskiej przy ul. Bednarskiej 2/4, w którym w latach 1989–2012 mieściło się I SLO. Do nazwy ulicy nawiązuje nazwa „Bednarska”

Zespół Społecznych Szkół Ogólnokształcących „Bednarska” im. Jam Saheba Digvijay Sinhji w Warszawie, zwyczajowo nazywany „Bednarską” (od ulicy Bednarskiej, przy której do 2012 mieściła się siedziba I SLO) – zespół szkół w Warszawie.

## Opis
W skład zespołu wchodzą:
- I Społeczne Liceum Ogólnokształcące przy ul. Zawiszy 13[2];
- I Społeczne Liceum Ogólnokształcące z Maturą Międzynarodową im. Ingmara Bergmana przy ul. Raszyńskiej[3];
- Wielokulturowe Liceum Humanistyczne im. Jacka Kuronia przy ul. Kłopotowskiego[4];
- Społeczne Liceum Startowa 4K przy ul. Startowej 9[5];
- Bednarska Szkoła Podstawowa przy ul. Kawalerii 5[6];
- Bednarska Szkoła Realna – czteroletnie liceum (otwarte przed reformą edukacji z 2017 roku)[7].

Przed reformą edukacji w skład zespołu wchodziły:
- Gimnazjum „Hispaniola”, gimnazjum profilowane z językiem nauczania hiszpańskim funkcjonujące w latach 2013–2019 przy ul. Zawiszy 13[8][9];
- Społeczne Gimnazjum nr 20 przy ul. Raszyńskiej[10];
- Społeczne Gimnazjum przy ul. Startowej (przemienione w Społeczne Liceum Startowa 4K)[5].

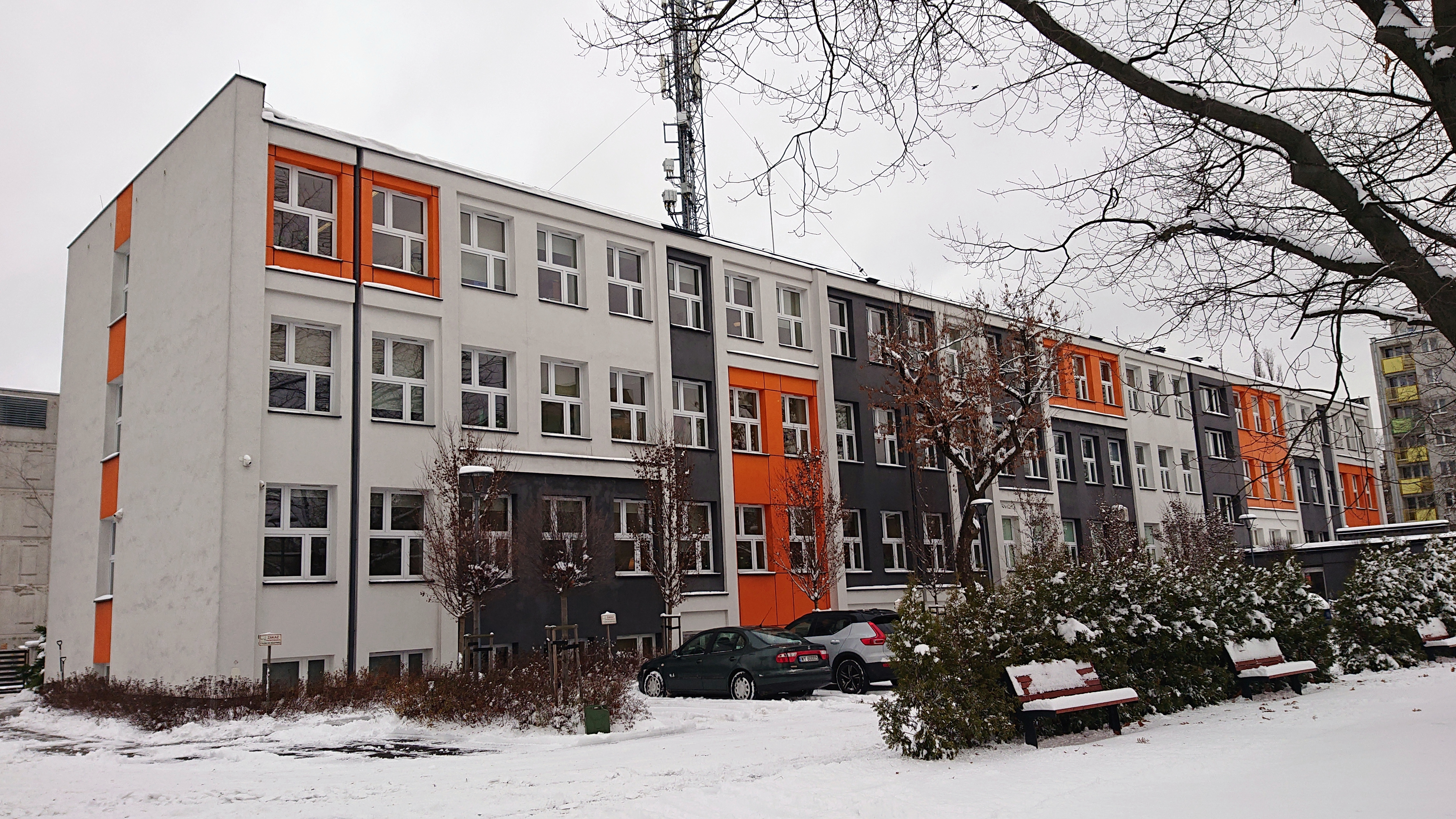
Budynek I SLO „Bednarska” przy ul. Zawiszy 13

## Historia zespołu
Pierwszą szkołą społeczną, która powstała w Polsce po II wojnie światowej jako zdobycz ustaleń stolika oświatowego Okrągłego Stołu, i zaczątkiem zespołu szkół, było I Społeczne Liceum Ogólnokształcące w Warszawie. Utworzono je w 1989. Siedziba szkoły mieściła się akademikach SGGW, następnie w budynku łazienek Teodozji Majewskiej przy ul. Bednarskiej 2/4, od 2012 w budynku przy ul. Zawiszy 13. Szkoła powstała z inicjatywy Krystyny Starczewskiej.

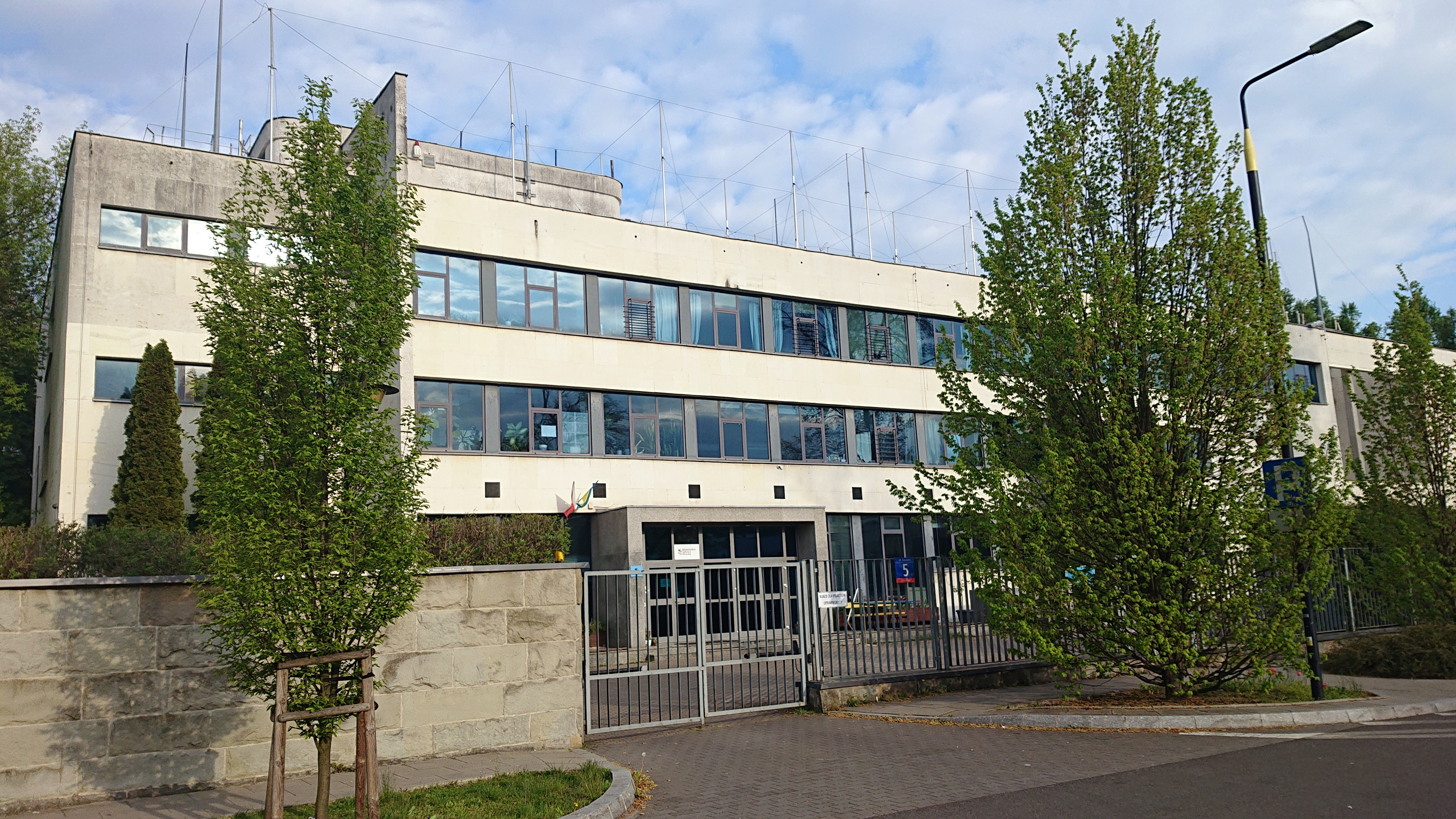
Bednarska Szkoła Realna przy ul. Kawalerii 5

W 1999 powstało Społeczne Gimnazjum nr 20. Od 2000 zajęło budynek przy ul. Raszyńskiej 22 i zwyczajowo nazwane zostało Raszyńską. W 2002 przy I SLO powstały oddziały z maturą międzynarodową (IB), które zlokalizowano przy ul. Raszyńskiej 22. W 2006 założono Wielokulturowe Liceum Humanistyczne im. Jacka Kuronia z siedzibą w budynku przy ul. Kłopotowskiego 31. W 2007 powstało gimnazjum przy ul. Startowej 9. W 2013 przy I SLO założono Gimnazjum Hispaniola, a przy ul. Kawalerii 5 zaczęła działać Bednarska Szkoła Podstawowa. W 2015 sąsiadką podstawówki zostało czteroletnie liceum pod nazwą Bednarska Szkoła Realna. Po reformie edukacji Bednarska Szkoła Podstawowa działa w oddziałach (terytoriach) przy ul. Kawalerii, Raszyńskiej i Mysłowickiej. Gimnazjum „Startowa” przekształciło się w Liceum 4K, Hispaniola została zlikwidowana.

## Inne informacje

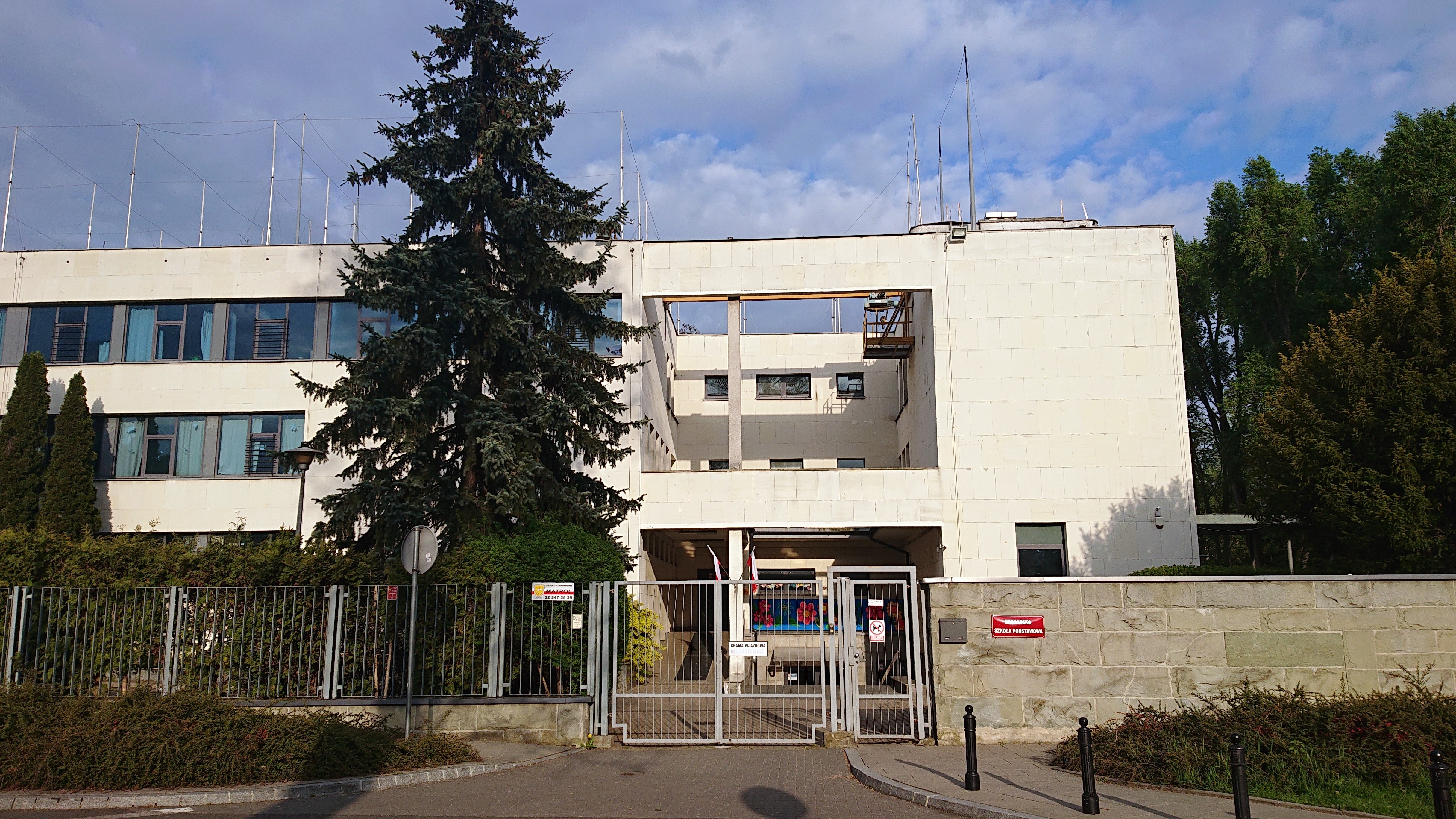
Bednarska Szkoła Podstawowa przy ul. Kawalerii 5

Od 2000 patronem zespołu szkół jest Jam Saheb Digvijay Sinhji.
Organem prowadzącym wszystkie szkoły zespołu jest Towarzystwo Przyjaciół I Społecznego Liceum Ogólnokształcącego z siedzibą przy ul. Raszyńskiej 22. Szkoła ma uprawnienia szkoły publicznej.
W szkołach zespołu istnieje system demokratyczny. Początkowo działał trójpodział władzy: w I SLO funkcję ustawodawczą pełnił Sejm, sądowniczą Sąd Szkolny, wykonawczą zaś Rada Szkoły. W każdej z tych instytucji zasiadali uczennice i uczniowie, nauczyciele i nauczycielki, rodzice oraz absolwentki absolwenci, jako obywatelki i obywatele Rzeczypospolitej Szkolnej. W różnych szkołach zespołu działa Wiec Szkolny, który może wprowadzić decyzje nawet wbrew woli dyrekcji, dopóki respektują one konstytucję zespołu szkół. Dokument ten jest nadrzędną regulacją funkcjonowania poszczególnych szkół zespołu.

### Nazewnictwo klas i roczników
Szkoły w obrębie zespołu są znane z nietypowego nazewnictwa klas i roczników.